# Émilie Lefel

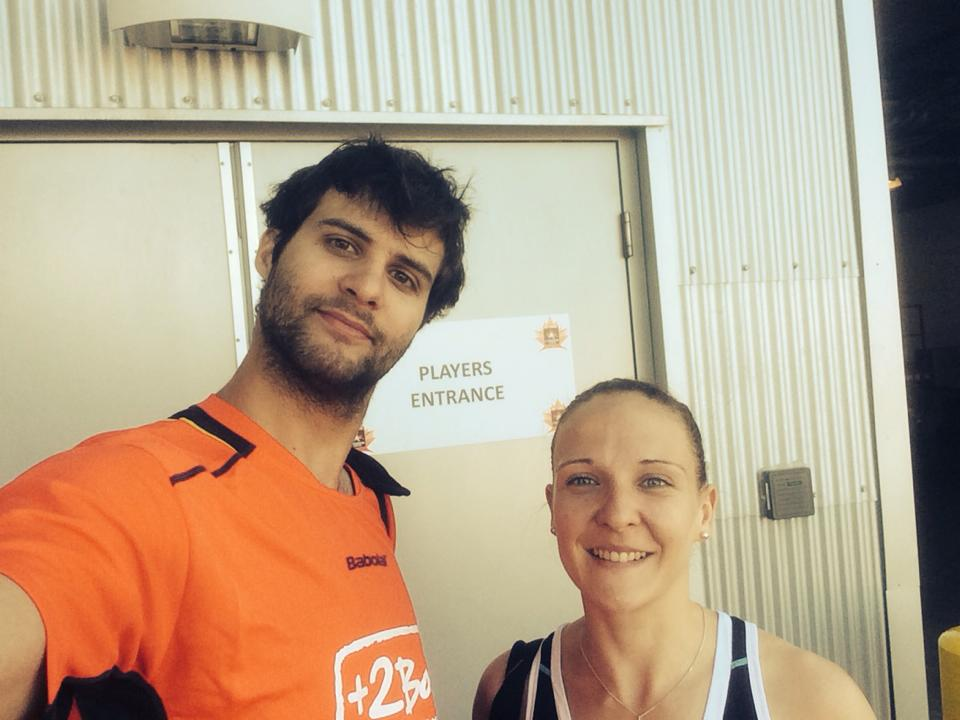
Émilie Lefel und Ronan Labar

Émilie Lefel (* 25. August 1988) ist eine französische Badmintonspielerin. 

## Karriere
Émilie Lefel gewann in Frankreich acht Nachwuchstitel, bevor sie 2012 erstmals nationale Titelträgerin bei den Erwachsenen wurde. 2012 siegte sie auch bei den Kharkiv International.

## Sportliche Erfolge
| Saison    | Veranstaltung                                | Disziplin         | Platz          | Name                              |
| --------- | -------------------------------------------- | ----------------- | -------------- | --------------------------------- |
| 2003/2004 | Französische Nachwuchsmeisterschaft (Cadets) | Damendoppel       | 1              | Émilie Lefel / Barbara Matias     |
| 2004/2005 | Französische Nachwuchsmeisterschaft (Cadets) | Dameneinzel       | 1              | Émilie Lefel                      |
| 2005/2006 | Französische Juniorenmeisterschaft           | Mixed             | 1              | Laurent Constantin / Émilie Lefel |
| 2005/2006 | Französische Juniorenmeisterschaft           | Dameneinzel       | 1              | Émilie Lefel                      |
| 2005/2006 | Französische Juniorenmeisterschaft           | Damendoppel       | 1              | Dara-Tiffanie Dinh / Émilie Lefel |
| 2006/2007 | Französische Juniorenmeisterschaft           | Mixed             | 1              | Laurent Constantin / Émilie Lefel |
| 2006/2007 | Französische Juniorenmeisterschaft           | Dameneinzel       | 1              | Émilie Lefel                      |
| 2006/2007 | Französische Juniorenmeisterschaft           | Damendoppel       | 1              | Émilie Lefel / Pauline Privat     |
| 2011/2012 | Französische Meisterschaft                   | Damendoppel       | 1              | Émilie Lefel / Pi Hongyan         |
| 2012      | Kharkiv International                        | Damendoppel       | 1              | Émilie Lefel / Audrey Fontaine    |
| 2013      | Mittelmeerspiele                             | Damendoppel       | 2              | Émilie Lefel / Audrey Fontaine    |
| 2013      | St. Petersburg White Nights                  | Gemischtes Doppel | Halbfinalistin | Émilie Lefel / Ronan Labar        |
| 2013      | St. Petersburg White Nights                  | Damendoppel       | 2              | Émilie Lefel / Audrey Fontaine    |

## Referenzen
- Profil auf bwf.tournamentsoftware.com

| Personendaten    | Personendaten                   |
| ---------------- | ------------------------------- |
| NAME             | Lefel, Émilie                   |
| KURZBESCHREIBUNG | französische Badmintonspielerin |
| GEBURTSDATUM     | 25. August 1988                 |